# 顺州 (西夏)
顺州，亦作“归顺州”。西夏设置的州。
原为灵州河外灵武县，后来废为灵武镇。南渡黄河至灵州五十里，东至保静镇四十里，西至贺兰山六十里，北至怀远镇七十里。宋真宗咸平年间，归属西夏，升为顺州，又称灵武郡，属于下等司。治灵武镇（今宁夏青铜峡市邵岗堡西）。辖境相当今宁夏回族自治区青铜峡市河西地区及永宁县西南部黄河之西。元朝初年废除。